# Phaonia alpina
Phaonia alpina är en tvåvingeart som först beskrevs av Pokorny 1889.  Phaonia alpina ingår i släktet Phaonia och familjen husflugor.
Artens utbredningsområde är Italien. Inga underarter finns listade i Catalogue of Life.